# Анобон (провинция)
Анобо̀н (на испански: Annobón) е провинция на Екваториална Гвинея. Обхваща малкия остров Анобон в Атлантическия океан. Островът е разположен на 350 км от западния бряг на Африка и на около 500 км от бреговете на континенталната част на Екваториална Гвинея. Площта му е 17,5 квадратни километра. Населението на острова наброява 5314 души.(по преброяване през юли 2015 г.). Занимава се главно с риболов и дърводобив. Столицата на провинцията е малкото село Сан Антонио де Пале, разположено в северната част на острова.